# Yuri Tschinkel

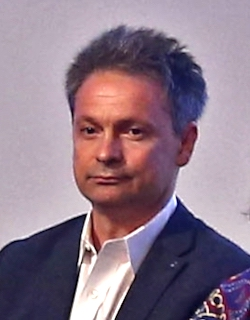
Yuri Tschinkel

Yuri Tschinkel (russisch Юрий Чинкель / Juri Tschinkel; * 31. Mai 1964 in Moskau) ist ein deutsch-russischer Mathematiker, der sich mit algebraischer Geometrie, automorphen Formen und Zahlentheorie beschäftigt.

## Leben
Yuri Tschinkel besuchte ab 1979 die Erweiterte Oberschule Heinrich Hertz in Ost-Berlin und legte 1983 dort das Abitur ab. Er erwarb 1990 sein Diplom mit Auszeichnung an der Lomonossow-Universität und promovierte 1992 bei Yuri Manin am Massachusetts Institute of Technology (Rational points on algebraic surfaces). Danach war Tschinkel als Junior Fellow an der Harvard University. 1995 wurde er Assistant Professor an der University of Illinois at Chicago (UIC) und 1999 bis 2003 war er dort Associate Professor. Ab 2003 war er Professor an der Universität Göttingen. Er ist seit 2005 Professor am Courant Institute of Mathematical Sciences of New York University und gleichzeitig seit 2012 Direktor des Bereichs Mathematik und Physik der Simons Foundation.
Er war unter anderem Gastwissenschaftler an der École polytechnique, dem IHES, dem Max-Planck-Institut für Mathematik in Bonn, dem Isaac Newton Institute, an der Stanford University, der Princeton University (1999 bis 2003), dem RIMS in Kyoto und in Tokio.
Er beschäftigt sich insbesondere mit rationalen Punkten auf algebraischen Varietäten und anderen Fragen der arithmetischen Geometrie. Er ist Herausgeber mehrerer Sammelbände und Konferenzberichte zur arithmetischen Geometrie, der Gauß-Dirichlet-Konferenz in Göttingen 2005 (mit William Duke) und auch Mitherausgeber (mit Yuri Zarhin) der Festschrift für seinen Lehrer Yuri Manin.
1995/96 war Tschinkel als Leibniz Fellow der EU an der École normale supérieure in Paris, und 2001/2 war er Clay Mathematics Institute Fellow. 2006 war er Invited Speaker auf dem Internationalen Mathematikerkongress in Madrid (Geometry over nonclosed fields). Tschinkel hat die deutsche Staatsbürgerschaft. 
Er ist seit 2012 Fellow der American Mathematical Society und seit 2014 Fellow der American Association for the Advancement of Science. 2018 wurde er zum Mitglied der Deutschen Akademie der Naturforscher Leopoldina gewählt, 2021 zum Auswärtigen Mitglied der Academia Europaea. Die Niedersächsische Akademie der Wissenschaften zu Göttingen nahm ihn 2025 als korrespondierendes Mitglied auf.

## Schriften
- Herausgeber mit Emmanuel Peyre: Rational points on algebraic varieties, Birkhäuser 2001
- Herausgeber mit Bjorn Poonen: Arithmetic of higher dimensional algebraic varieties, Birkhäuser 2004
- Herausgeber mit Fjodor Alexejewitsch Bogomolow: Geometric methods in algebra and number theory, Birkhäuser 2005
- Herausgeber mit Bogomolow: Cohomological and geometric approaches to rationality problems: new perspectives, Birkhäuser 2009
- Herausgeber mit William Duke: Analytic Number Theory – a tribute to Gauß and Dirichlet, American Mathematical Society 2007
- Herausgeber mit Yuri Zarhin: Algebra, Arithmetic and Geometry – in honor of Yuri Manin, Birkhäuser 2010
- Herausgeber mit Wee-Teck Gan und Stephen Kudla: Eisenstein Series and applications, Birkhäuser 2008